# Meristogenys stigmachilus
Meristogenys stigmachilus é uma espécie de anfíbio anuro da família Ranidae. Está presente em Malásia. A UICN classificou-a como quase ameaçada.